# برنارد ماثيو كيلي
برنارد ماثيو كيلي (بالإنجليزية: Bernard Matthew Kelly)‏ هو قسيس أمريكي، ولد في 7 مايو 1918 في بروفيدنس في الولايات المتحدة، وتوفي في 5 ديسمبر 2006 في كيسير في الولايات المتحدة.